# Bert Beverly Beach
Bert Beverly Beach (* 1928 in der Schweiz; † 14. Dezember 2022 in Silver Spring) war ein US-amerikanischer adventistischer Theologe, Hochschullehrer und Philanthrop.

## Leben
Bert Beach war ein Sohn US-amerikanischer Eltern. Nach seinem Theologiestudium wurde er zum Doktor der Theologie promoviert und lehrte an Hochschulen verschiedener Länder. Er spricht sechs Sprachen (darunter Deutsch), hat als Lehrer und Dozent in Italien, England und den USA gearbeitet und war ein weltweit gefragter Redner. Beach war bis 1995 Generalsekretär der „Internationalen Vereinigung für Religionsfreiheit“ (IRLA) und bis 2003 Generalsekretär der „Weltweiten Christlichen Gemeinschaften“, einer überkonfessionellen Organisation weltweit verbreiteter Kirchen.
Im Februar 2007 hat er bei einer Rede auf der Weltkonferenz in Kapstadt (Südafrika) über den Zusammenhang von Glauben und Freiheit gesprochen. Er hielt besonders die Entfaltung und Vertiefung des jüdisch-christlichen Dialogs als eine Voraussetzung für den interreligiösen und interkonfessionellen Dialog zur Entfaltung des Glaubens im Geist der Freiheit als eine Form des Kampfes um die Menschenwürde. Insbesondere setzte er sich mit den Varianten des religiösen Fundamentalismus auseinander, der nach seiner Überzeugung alles humane Zusammenleben in der einen Menschheit konterkariert. In einem Interview im August 1995 mit dem Blatt Shabbat Shalom plädierte er für ein Verlassen aller bisher eingeübten Vorurteile und Ressentiments gegenüber anders Denkenden und Glaubenden.
Seit 1967 vertrat Beach als Generalsekretär seine Generalkonferenz beim Weltrat der Kirchen in Genf und konnte dort zwar keine Mitgliedschaft, aber eine Zusammenarbeit mit den Siebenten-Tags-Adventisten in die Wege leiten. Er wurde als persönlicher Vertreter der Gemeinschaft in der Kommission für Glauben und Kirchenverfassung berufen. Er war Mitglied der Christlichen Friedenskonferenz, an deren IV. Allchristlichen Friedensversammlung er sich 1971 in Prag beteiligte.
Bert Beverly Beach lehrte in Deutschland als Gastdozent im Jahr 2006 an der Theologischen Hochschule Friedensau, die von der Freikirche der Siebenten-Tags-Adventisten betrieben wird.

## Schriften
- Eine Kirche für alle Christen?, Advent-Verlag, Hamburg 1975
- Auf daß sie alle eins seien, Union-Verlag (VOB) Berlin und Gemeinschaft der Siebenten-Tags-Adventisten, Berlin 1977
- 101 Fragen und Antworten, Advent-Verlag, Lüneburg 2000
- Brückenbauer, Advent-Verlag, Lüneburg 2013